# Apel·les (amic de Filip V)
Apel·les (en grec antic: Ἀπελλῆς, llatí: Apelles) fou un polític macedoni del segle ii aC. Va ser amic del rei Filip V de Macedònia i un dels companys del seu fill Demetri. Probablement era fill d'Apel·les, qui havia estat regent del rei Filip.
Era un dels amics més importants de Filip, i juntament amb Fílocles va ser un dels companys de Demetri, el fill de Filip, a qui va acompanyar l'any 183 aC a Roma per defensar Filip de diverses acusacions sobre la seva conducta respecte als romans. L'any 181 aC va tornar a Roma per ordre de Filip, se suposa que per esbrinar si Demetri conspirava realment amb els romans, segons l'havia acusat el seu germà Perseu, especialment d'estar en connivència amb Tit Quinti Flaminí contra el rei. Filip esperava que Apel·les fos neutral en aquesta investigació, però, segons Titus Livi, estava d'acord amb Perseu, i amb una lletra falsa, suposadament de Flaminí, va incriminar Demetri. Tot seguit, el rei va ordenar l'execució de Demetri.
Titus Livi diu que, més endavant, Filip va saber que Demetri havia estat acusat sense motiu, i Apel·les va haver de fugir a Roma. Quan Perseu va pujar al tron, va fer tornar Apel·les a Macedònia amb grans promeses i, quan va arribar, el va fer matar, segurament l'any 170 aC.